# تیگراناوان
تیگراناوان (ارمنی: Տիգրանավան) یک منطقهٔ مسکونی در جمهوری آرتساخ است که در استان کاشاتاق واقع شده‌است.